# Gasparia nuntia
Gasparia nuntia là một loài nhện trong họ Toxopidae.
Loài này thuộc chi Gasparia. Gasparia nuntia được miêu tả năm 1970 bởi Raymond Robert Forster.